# 게임쇼 즐거운 세상
《게임쇼 즐거운 세상》은 대한민국의 SBS에서 제작·방영하는 게임 정보 프로그램이다. 2001년부터 첫 방송되어, 인터넷과 케이블 방송 등의 시행되고 있는 지상파에서 정규 프로그램으로 편성하기도 하였다.
나중에는 수도권에서만 방송되었으며 대부분의 지역방송들은 정규방송을 종료하거나 자체방송 관계 때문에 이 프로그램은 지방에서는 시청할 수 없었다.
2012년 3월 31일 500회를 끝으로 종영하였다.

## 방송 시간
2005년 4월 23일까지는 편성표 상 방송 시간은 토요일 밤 1시였으며, 정확히는 일요일 새벽 1시였다.
| 방송 채널 | 방송 기간                          | 방송 시간                   | 방송 분량 |
| --------- | ---------------------------------- | --------------------------- | --------- |
| SBS TV    | 2001년 2월 10일 ~ 2003년 7월 12일  | 토요일 새벽 1:00 ~ 2:00     | 1시간     |
| SBS TV    | 2003년 7월 19일                    | 토요일 새벽 1:40 ~ 2:40     | 1시간     |
| SBS TV    | 2003년 7월 26일 ~ 2004년 4월 24일  | 토요일 새벽 1:05 ~ 2:05     | 1시간     |
| SBS TV    | 2004년 5월 8일 ~ 2004년 10월 2일   | 토요일 새벽 1:05 ~ 2:05     | 1시간     |
| SBS TV    | 2004년 5월 1일                     | 토요일 새벽 1:30 ~ 2:30     | 1시간     |
| SBS TV    | 2004년 10월 9일 ~ 2005년 4월 23일  | 토요일 밤 12:55 ~ 새벽 1:55 | 1시간     |
| SBS TV    | 2005년 4월 29일 ~ 2006년 4월 21일  | 금요일 새벽 1:25 ~ 2:25     | 1시간     |
| SBS TV    | 2006년 6월 2일 ~ 2006년 8월 4일    | 금요일 새벽 1:25 ~ 2:25     | 1시간     |
| SBS TV    | 2006년 4월 28일 ~ 2006년 5월 26일  | 금요일 새벽 1:45 ~ 2:45     | 1시간     |
| SBS TV    | 2006년 8월 11일 ~ 2006년 11월 3일  | 금요일 새벽 1:45 ~ 2:45     | 1시간     |
| SBS TV    | 2006년 11월 10일 ~ 2007년 4월 27일 | 금요일 새벽 1:35 ~ 2:35     | 1시간     |
| SBS TV    | 2007년 5월 4일                     | 토요일 새벽 1:50 ~ 2:50     | 1시간     |
| SBS TV    | 2007년 5월 12일 ~ 2007년 6월 23일  | 토요일 새벽 2:20 ~ 3:20     | 1시간     |
| SBS TV    | 2007년 7월 12일 ~ 2007년 8월 30일  | 목요일 밤 12:40 ~ 1:20      | 40분      |
| SBS TV    | 2007년 9월 7일 ~ 2007년 12월 21일  | 금요일 새벽 1:15 ~ 1:55     | 40분      |
| SBS TV    | 2008년 1월 4일                     | 금요일 새벽 1:40 ~ 2:20     | 40분      |
| SBS TV    | 2008년 1월 25일 ~ 2008년 2월 1일   | 금요일 새벽 1:40 ~ 2:20     | 40분      |
| SBS TV    | 2008년 1월 11일                    | 금요일 새벽 1:50 ~ 2:30     | 40분      |
| SBS TV    | 2008년 1월 18일                    | 금요일 새벽 1:40 ~ 2:20     | 40분      |
| SBS TV    | 2008년 2월 15일 ~ 2008년 3월 7일   | 금요일 새벽 1:10 ~ 1:50     | 40분      |
| SBS TV    | 2008년 5월 2일                     | 금요일 새벽 1:10 ~ 1:50     | 40분      |
| SBS TV    | 2008년 3월 21일                    | 금요일 새벽 2:15 ~ 2:55     | 40분      |
| SBS TV    | 2008년 3월 28일 ~ 2008년 4월 4일   | 금요일 새벽 1:55 ~ 2:35     | 40분      |
| SBS TV    | 2008년 4월 11일 ~ 2008년 4월 18일  | 금요일 새벽 2:10 ~ 2:50     | 40분      |
| SBS TV    | 2008년 4월 25일                    | 금요일 새벽 1:40 ~ 2:20     | 40분      |
| SBS TV    | 2008년 5월 9일                     | 금요일 새벽 1:40 ~ 1:55     | 15분      |
| SBS TV    | 2008년 5월 16일                    | 금요일 새벽 1:45 ~ 2:25     | 1시간     |
| SBS TV    | 2008년 5월 23일 ~ 2008년 10월 24일 | 금요일 새벽 1:40 ~ 2:15     | 35분      |
| SBS TV    | 2008년 10월 31일 ~ 2009년 5월 8일  | 금요일 새벽 1:50 ~ 2:25     | 35분      |
| SBS TV    | 2009년 5월 22일                    | 금요일 새벽 1:50 ~ 2:25     | 35분      |
| SBS TV    | 2009년 5월 2일 ~ 2009년 5월 9일    | 토요일 새벽 2:00 ~ 2:35     | 35분      |
| SBS TV    | 2009년 9월 12일 ~ 2010년 4월 3일   | 토요일 새벽 2:00 ~ 2:35     | 35분      |
| SBS TV    | 2010년 4월 10일 ~ 2010년 11월 6일  | 토요일 새벽 2:00 ~ 2:35     | 35분      |
| SBS TV    | 2010년 11월 13일 ~ 2011년 5월 21일 | 토요일 새벽 2:00 ~ 2:35     | 35분      |
| SBS TV    | 2011년 5월 28일 ~ 2012년 3월 31일  | 토요일 새벽 2:00 ~ 2:35     | 35분      |
| SBS TV    | 2009년 6월 6일 ~ 2009년 8월 1일    | 토요일 새벽 1:50 ~ 2:50     | 35분      |
| SBS TV    | 2009년 8월 15일 ~ 2009년 9월 5일   | 토요일 새벽 1:50 ~ 2:50     | 35분      |
| SBS TV    | 2009년 5월 9일 ~ 2009년 5월 30일   | 토요일 새벽 1:30 ~ 2:05     | 35분      |
| SBS TV    | 2009년 8월 8일                     | 토요일 새벽 2:30 ~ 3:05     | 35분      |

## 코너
- 주간신작
- 주간 게임계 소식
- 백정우의 100MINUTEs

## 같이 보기
- 게임쇼 유희낙락